# Lesly Kiss
Kira Quintana, més coneguda com a Lesly Kiss, (Barcelona, 16 d'agost de 1981) és una ex actriu porno catalana.
Abans de convertir-se en actriu porno, Lesly Kiss va tenir diverses feines, treballant en fàbriques, supermercats, peixateries i de cambrera. El 2005, animada per la seva parella, va decidir presentar-se al càsting del Festival Internacional de cinema eròtic de Barcelona.
Va debutar amb Pedro Penepiedra i des de llavors ha gravat pel·lícules com Back 2 Evil 2 de Nacho Vidal, Amigues de Conrad Son, Dieta mediterrània d'Isi Lucas, una producció de Giancarlo Candiano.
El 2009 va escriure i va presentar la seva autobiografia Nacida Inocente, publicada per Robin Books, seguint una tendència que com ella, anys abans havia iniciat Nacho Vidal (2004) i que posteriorment han fet altres actrius i actors de cinema per a adults com Anastasia Mayo (2004), entre d'altres.

## Aparicions
- Programes de televisió: Ana Rosa Quintana, ¿Dónde estás corazón?.
- Revistes: Lib, Galícia Eròtica.